# 北浜川
北浜川（きたはまがわ）は、愛知県西尾市を流れる二級河川。通称はみどり川（みどりがわ）。

## 地理
幹線流路延長は7.1 km、流域面積は22.8 km2。2014年（平成26年）時点の流域内人口は4万7000人。主として矢作川が形成した平野を流れる緩勾配の河川である。

### 流路

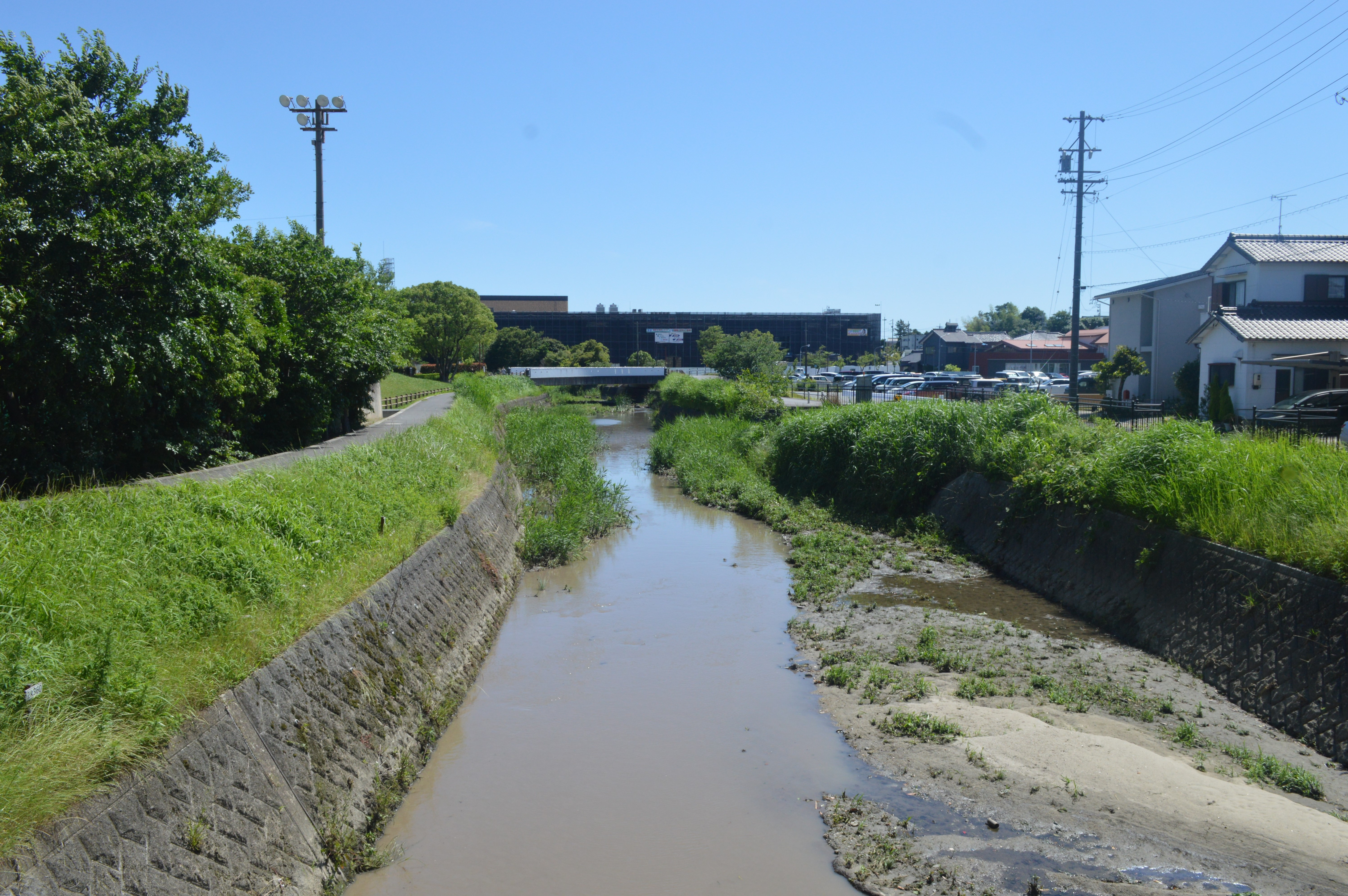
支流の二の沢川

西尾市道光寺町に端を発し、南西に流れて西尾市の中心市街地などを通る。2014年（平成26年）時点では流域の51%が市街化されており、流域内には西尾市役所、名鉄西尾線西尾駅、国道23号などの施設が集積している。
二の沢川の合流地点のすぐ上流側には深池堰があり、西尾市街地の南端部で二の沢川を集める。この合流地点より下流部は地盤高が低いことから自然排水ができず、洪水時には湛水防除ポンプによって北浜川に排水されている。
下流の寺津市街地には刈宿堰がある。栄生漁港で衣浦湾に注いでいる。衣浦湾への流入部には北浜川水門がある。

## 歴史

### 排水路の開削

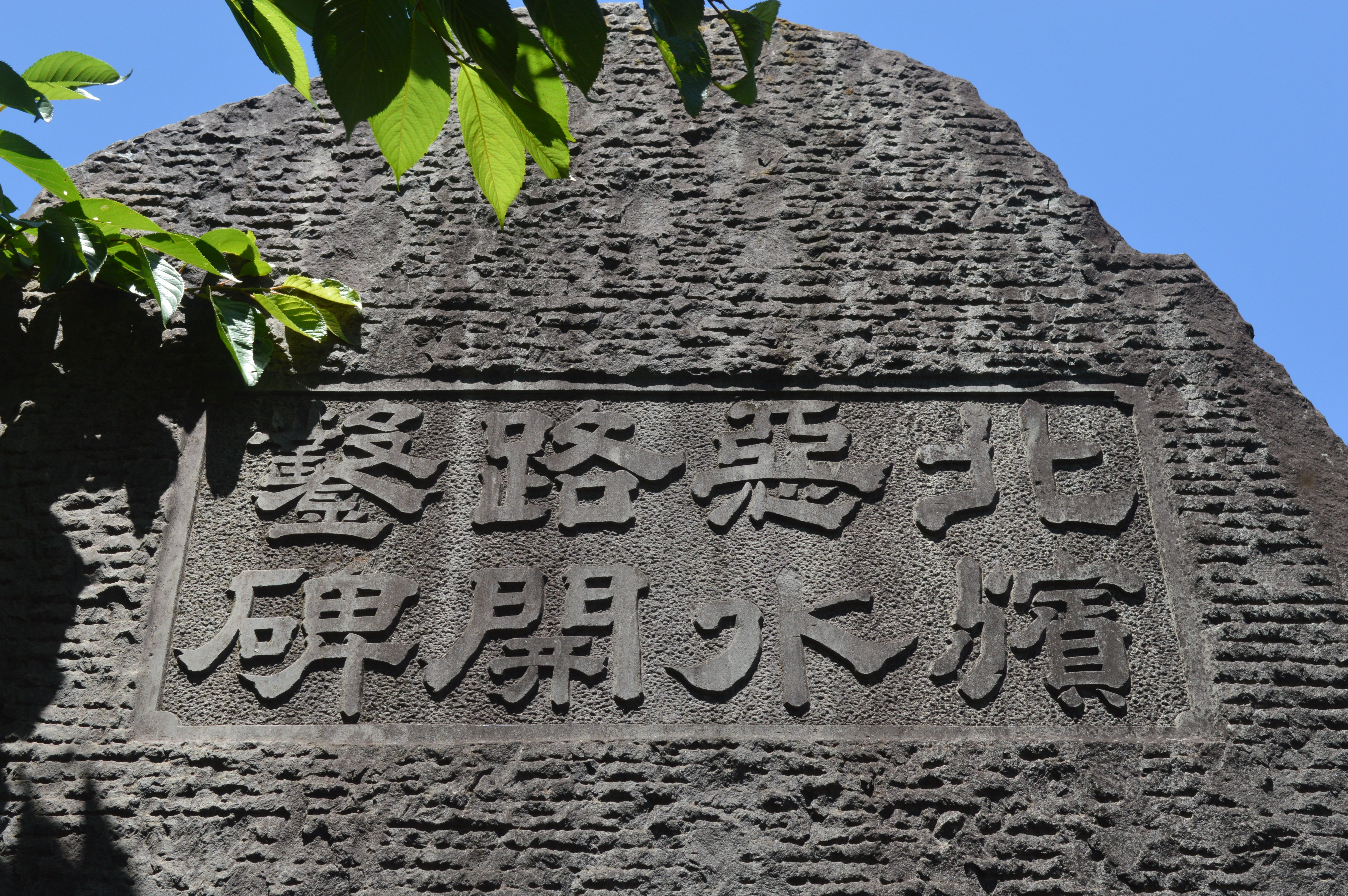
石碑「北浜悪水路開削碑」

幡豆郡西尾町（現・西尾市）より下流の数か村は、土地が低くて水はけが悪く、長雨などのたびに冠水するなどして、農作物への影響も大きかった。1882年（明治15年）には愛知県土木課長の黒川治愿が幡豆郡を視察し、1883年（明治16年）には伊文神社の東側にあった瀦水所を廃止して水路を開削し、周辺の排水はやや改善された。
より大規模な排水路の開削を実現するべく、西尾町の鈴木友治郎町長らは周辺村と協議を行ったが、反対に遭って計画は停滞した。西尾町会議員の新家寛（にいのみひろし）は独自に奈良県に農業水利の視察に出掛けるなど、排水路（悪水路）の必要性を痛感していた。1906年（明治39年）7月、西尾町の有志は用水路の工事を強行した。1915年（大正4年）3月に北浜悪水路が一応の完成を見て、西尾町は洪水による被害が低減された。
1915年（大正4年）11月、西尾町鶴城字永吉（現・西尾市永吉町）に石碑「北浜悪水路開削碑」が建立された。篆額は貴族院議員の松平乗承、撰文は幡豆郡長の村上金一郎、書は中川衡憲。なお、新家寛は1914年（大正3年）から1929年（昭和4年）まで西尾町長を務め、西尾町立高等女学校（現・愛知県立西尾高等学校）や愛知県立西尾蚕糸学校（現・愛知県立鶴城丘高等学校）の設立に尽力している。

### 花ノ木耕地整理事業の進展
1925年（昭和14年）3月には花ノ木耕地整理事業が認可され、岩崎明三郎や稲垣一郎愛知県会議員らによって花ノ木耕地整理組合が設立されると、1926年（大正15年）3月から工事が行われた。この耕地整理の際に、味噌・醤油の醸造元であるはと屋の鳥山幸一によって高畠町、住吉町、花ノ木町、永楽町、柳町などの町名が命名され、北浜川（北浜悪水路）にみどり川という通称が付けられた。北浜川の両岸には桜並木が作られたが、太平洋戦争中には燃料とするために伐採されている。
1932年（昭和7年）3月から、愛知県は総額37万8620円を投じた県営北浜排水改良事業を行い、1935年（昭和10年）6月に竣工した。石積護岸の建設、樋門の増設などが行われている。

### 戦後の動向
戦後には、西尾市中心市街地の神下橋から五条橋（五條橋）までの700mの河岸に再び桜が植えられた。毎年3月後半から4月上旬にかけて西尾六万石桜まつりが開催されている。また、毎月4と9日の付く日には、西尾市中心市街地における河岸で「みどり川四九朝市」（よくばりあさいち）が開催されている。
1949年（昭和24年）から1956年（昭和31年）には災害復旧事業が行われた。1964年（昭和39年）には樋門の改築工事が行われた。1959年（昭和34年）9月の伊勢湾台風、1971年（昭和46年）8月の台風23号、2008年（平成20年）8月の平成20年8月末豪雨、2012年（平成24年）9月の集中豪雨などでは、西尾市街地に浸水被害があった。
2016年（平成28年）2月には二級河川北浜川水系河川整備計画が作成され、2045年度（令和27年度）までの計画で河道拡幅、河床掘削、橋梁改築、堰改築などが実施されている。